# Совхоз имени Ленина (Рязанская область)
Совхоз имени Ленина — посёлок в Старожиловском районе Рязанской области, административный центр Ленинского сельского поселения.

## География
Посёлок расположен в 11 км на юго-восток от райцентра, рабочего посёлка Старожилово. На западе соседствует с селом Большие Поляны (расстояние 3 км от центра посёлка); на востоке смыкается застройкой с селом Хрущёво, в котором расположена ж/д станция Хрущево на линии Рязань — Ряжск. 

## История
Образован после Великой Отечественной войны в составе Хрущевского сельсовета Старожиловского района. С 2005 года — центр Ленинского сельского поселения.

## Население
| 2010 |
| ---- |
| 1084 |

## Инфраструктура
В посёлке имеются Хрущевская средняя школа (образована в 1971 году), детский сад «Ягодка», амбулатория.

## Достопримечательности
В посёлке находится Церковь Рождества Иоанна Предтечи (2013).